# Meistriliiga (2007)
Meistriliiga 2007 była 17. edycją najwyższej klasy rozgrywkowej piłki nożnej w Estonii.
Brało w niej udział 10 drużyn, które w okresie od 10 marca do 13 listopada 2007 rozegrały 36 kolejek meczów. Levadia Tallinn zdobyła drugi tytuł z rzędu, a piąty w swojej historii.

## Uczestniczące drużyny
| Uczestnicy poprzedniej edycji | Uczestnicy poprzedniej edycji | Uczestnicy poprzedniej edycji | Uczestnicy poprzedniej edycji |
| --- | ----------------------------- | ----------------------------- | ----------------------------- |
| LEV | Levadia Tallinn               | Tallinn                       | 1                             |
| NVA | JK Narva Trans                | Narwa                         | 2                             |
| FLO | Flora Tallinn                 | Tallinn                       | 3                             |
| TVM | Tallinna FC TVMK              | Tallinn                       | 4                             |
| MAA | JK Maag Tartu                 | Tartu                         | 5                             |
| TMT | Tartu JK Tammeka              | Tartu                         | 6                             |
| VPR | Pärnu JK Vaprus               | Parnawa                       | 7                             |
| AJX | Lasnamäe FC Ajax              | Tallinn                       | 8                             |
| VTU | Viljandi Tulevik              | Viljandi                      | 9                             |
| |                               |                               |                               |
| M-T | Tartu JK Maag Tammeka         | Tartu                         | [ a ]                         |
| Awans z Esiliigi |                               |                               |                               |
| KUR | FC Kuressaare                 | Kuressaare                    | 2                             |
| po barażach |                               |                               |                               |
| TKV | JK Tallinna Kalev             | Tallinn                       | 3                             |
| Oznaczenia: - kolumna pierwsza – skróty nazw drużyn, - kolumna trzecia – siedziba klubu, - kolumna czwarta – miejsce zajęte w poprzednim sezonie. |                               |                               |                               |

## Tabela
| Lp. | Drużyna             | M  | Z  | R | P  | B+  | B–  | +/–  | Pkt | Kwalifikacja lub spadek                     |
| --- | ------------------- | -- | -- | - | -- | --- | --- | ---- | --- | ------------------------------------------- |
| 1   | Levadia Tallinn (M) | 36 | 29 | 4 | 3  | 126 | 20  | +106 | 91  | Liga Mistrzów UEFA • I runda kwalifikacyjna |
| 2   | Flora Tallinn (P)   | 36 | 26 | 5 | 5  | 108 | 30  | +78  | 83  | Puchar Europy UEFA • I runda kwalifikacyjna |
| 3   | TVMK Tallinn        | 36 | 25 | 4 | 7  | 116 | 36  | +80  | 79  | Puchar Europy UEFA • I runda kwalifikacyjna |
| 4   | Narva Trans         | 36 | 25 | 3 | 8  | 89  | 28  | +61  | 78  | Puchar Intertoto UEFA (2008)                |
| 5   | Tartu Maag Tammeka  | 36 | 18 | 8 | 10 | 54  | 40  | +14  | 62  |                                             |
| 6   | Kalev Tallinn       | 36 | 13 | 4 | 19 | 44  | 74  | −30  | 43  |                                             |
| 7   | Viljandi Tulevik    | 36 | 11 | 4 | 21 | 33  | 80  | −47  | 37  |                                             |
| 8   | Pärnu Vaprus        | 36 | 8  | 1 | 27 | 35  | 96  | −61  | 25  |                                             |
| 9   | Kuressaare (B, S)   | 36 | 5  | 3 | 28 | 25  | 94  | −69  | 18  | baraż o Meistriliiga                        |
| 10  | Lasnamäe Ajax (S)   | 36 | 1  | 2 | 33 | 14  | 153 | −139 | 5   | spadek do Esiliiga                          |

## Wyniki
| Gospodarz \ Gość   | AJX  | FLO | KAL | KUR | LEV  | M-T | NAR | TVM | VPR | TUL | AJX  | FLO | KAL | KUR | LEV | M-T | NAR | TVM | VPR | TUL |
| ------------------ | ---- | --- | --- | --- | ---- | --- | --- | --- | --- | --- | ---- | --- | --- | --- | --- | --- | --- | --- | --- | --- |
| Lasnamäe Ajax      |      | 0–2 | 1–4 | 1–4 | 0–10 | 0–2 | 0–4 | 0–6 | 0–5 | 0–5 |      | 0–4 | 1–1 | 1–2 | 1–2 | 0–2 | -:3 | 0–2 | 1–7 | 0–3 |
| Flora Tallinn      | 11–0 |     | 4–2 | 5–0 | 1–2  | 3–0 | 0–2 | 2–2 | 7–0 | 4–0 | 10–0 |     | 4–1 | 5–1 | 3–2 | 3–1 | 0–0 | 2–0 | 8–1 | 5–0 |
| Kalev Tallinn      | 5–0  | 0–1 |     | 2–1 | 1–0  | 0–2 | 0–2 | 1–2 | 0–2 | 2–1 | 1–0  | 1–3 |     | 2–1 | 0–4 | 2–2 | 1–5 | 1–3 | 2–1 | 1–1 |
| Kuressaare         | 2–2  | 0–1 | 1–3 |     | 0–5  | 0–2 | 0–5 | 0–2 | 3–0 | 0–1 | 0–1  | 1–3 | 2–0 |     | 0–3 | 1–1 | 0–3 | 0–6 | 0–3 | 0–2 |
| Levadia Tallinn    | 5–0  | 2–1 | 4–2 | 4–0 |      | 2–2 | 2–0 | 2–0 | 4–1 | 4–0 | 7–1  | 1–1 | 8–0 | 4–0 |     | 4–0 | 1–2 | 1–0 | 5–0 | 5–0 |
| Tartu Maag Tammeka | 2–0  | 0–0 | 1–1 | 4–1 | 1–3  |     | 0–2 | 1–3 | 2–0 | 1–1 | 5–1  | 0–0 | 4–1 | 1–0 | 0–3 |     | 2–1 | 0–1 | 3–0 | 3–1 |
| Narva Trans        | 2–0  | 3–1 | 0–1 | 3–1 | 0–0  | 0–1 |     | 3–1 | 2–0 | 5–1 | 6–1  | 0–3 | 2–0 | 5–0 | 0–3 | 2–3 |     | 4–0 | 2–1 | 7–0 |
| TVMK Tallinn       | 7–1  | 6–0 | 5–0 | 4–0 | 1–1  | 2–0 | 2–2 |     | 9–0 | 3–1 | 13–0 | 1–2 | 5–0 | 5–1 | 2–6 | 2–0 | 1–0 |     | 6–3 | 5–1 |
| Pärnu Vaprus       | 1–0  | 0–3 | 0–1 | 0–0 | 0–5  | 0–1 | 0–3 | 0–2 |     | 2–3 | 2–0  | 0–1 | 1–2 | 2–0 | 0–2 | 0–4 | 1–3 | 0–5 |     | 0–3 |
| Viljandi Tulevik   | 2–0  | 1–2 | 2–1 | 0–1 | 0–4  | 0–1 | 0–2 | 1–1 | 0–1 |     | 4–1  | 0–3 | 1–2 | 3–2 | 0–6 | 0–0 | 1–4 | 0–1 | 4–1 |     |

1. ↑  Mecz 21. kolejki (28.07)[3] między Lasnamäe Ajax a Narva Trans anulowano. Zwycięstwo -:3 przyznano Narva Trans.

## Baraż o Meistriliiga
Nõmme Kalju szósta drużyna Esiliigi wygrała bramkami na wyjeździe dwumecz z Kuressaare miejsce w Meistriliiga na sezon 2008.
| 18 listopada 2007 | Nõmme Kalju         | 0:1   | Kuressaare |                                                          |
| 12:00             | Rainer Veskimäe 69' | (0:0) |            | Hiiu staadion, Tallinn Widzów: 440 Sędzia: Hannes Kaasik |

| 24 listopada 2007 | Kuressaare        | 1:2   | Nõmme Kalju                        |                                                                        |
| 12:00             | Jaanis Kriska 64' | (0:2) | 4' Taavi Tammo · 21' Marques Lopes | Kuressaare linnastaadion, Kuressaare Widzów: 150 Sędzia: Kristo Tohver |

## Najlepsi strzelcy
| Bramki | Strzelcy             | Drużyna         |
| ------ | -------------------- | --------------- |
| 30     | Dmitri Lipartov      | Narva Trans     |
| 23     | Indrek Zelinski      | Levadia Tallinn |
| 20     | Tiit Tikenberg       | Kalev Tallinn   |
| 18     | Maksim Gruznov       | Narva Trans     |
| 17     | Jarmo Ahjupera       | Flora Tallinn   |
| 16     | Tarmo Kink           | Levadia Tallinn |
| 14     | Aleksandr Dubõkin    | Narva Trans     |
| 14     | Juha Hakola          | Flora Tallinn   |
| 14     | Vjatšeslav Zahovaiko | Flora Tallinn   |
| 14     | Sergei Zenjov        | TVMK Tallinn    |

Źródło:

## Stadiony
| Ajax Lasnamäe  |
| -------------- |
| Ajaxi staadion |
|                |

| Flora Tallinn   |
| --------------- |
| A. Le Coq Arena |
|                 |

| Kalev Tallinn            |
| ------------------------ |
| Stadion Centralny Kalevi |
|                          |

| Kuressaare               |
| ------------------------ |
| Kuressaare linnastaadion |
|                          |

| Narva Trans               |
| ------------------------- |
| Narva Kreenholmi staadion |
|                           |

| Levadia Tallinn TVMK Tallinn |
| ---------------------------- |
| Stadion Kadriorg             |
|                              |

| Pärnu Vaprus        |
| ------------------- |
| Pärnu Rannastaadion |
|                     |

| Tartu Maag Tammeka |
| ------------------ |
| Tamme staadion     |
|                    |

| Viljandi Tulevik       |
| ---------------------- |
| Viljandi linnastaadion |
|                        |

Źródło: